# Gary Haasbroek
Gary Haasbroek (15 de marzo de 1999) es un deportista de Australia que compite en atletismo. Ganó una medalla de plata en el Campeonato Mundial de Atletismo Sub-20 de 2018, en la prueba de decatlón.